# Шамин, Борис Фёдорович
Борис Фёдорович Ша́мин — глава администрации Балашовского муниципального района в 2008—2011 годах.
Родился 20 октября 1948 года в селе Усть-Щербедино Романовского района Саратовской области.
Обучался в Саратовском политехническом институте, Саратовском государственном социально-экономическом университете (2005).
После окончания ВУЗа работал в строительстве. С 1998 руководил Балашовским районным узлом связи предприятия «Саратовэлектросвязь». С апреля 2008 — глава администрации Балашовского района. С августа 2011 года — пенсионер.